# Prosper Schiaffino
Die Prosper Schiaffino war ein Frachtschiff, das im November 1945 durch eine Seemine zerstört wurde und sank.

## Geschichte
Die Prosper Schiaffino wurde im norwegischen Bergen gebaut und lief als Petite Terre vom Stapel. Der Frachter diente dem Transport von Bananen von den Antillen nach Frankreich. 1939 ging er in den Besitz von Charles Schiaffino et Cie über, der wichtigsten Schifffahrtsgesellschaft Algeriens, zu deren Handelsflotte schließlich 20 Schiffe gehörten, die alle nach Familienangehörigen des Gründers Charles Schiaffino benannt waren. So wechselte auch die Petite Terre den Namen und wurde zur Prosper Schiaffino.

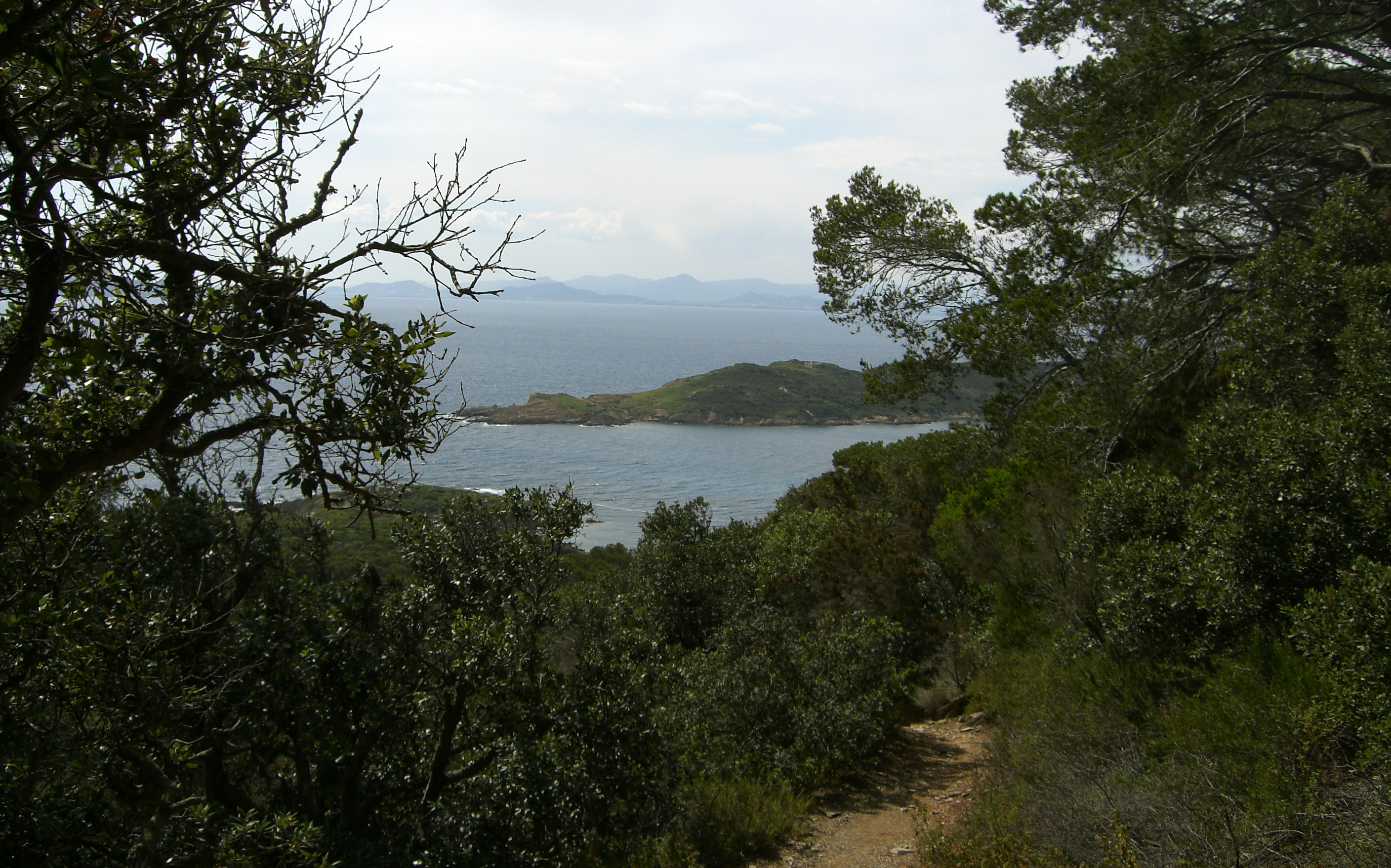
Blick von Port-Cros Richtung Porquerolles

Im Oktober 1945 lief das Schiff mit dem Ziel Algerien aus dem Hafen von Marseille aus. An Bord befand sich eine Ladung Gemüse. Auf der Rückfahrt von Algerien mit Ziel Toulon hatte der Frachter Rotwein geladen. Als der Kapitän feststellen musste, dass die Passage zwischen der Halbinsel Giens und der Insel Porquerolles blockiert war, änderte er am 10. November 1945 seinen Kurs, um zwischen Porquerolles und Port-Cros durchzusteuern. In diesem Kanal lief die Prosper Schiaffino um 13.10 Uhr auf eine Seemine auf. Bei der Explosion wurde der Bug des Schiffes abgerissen, beide Teile sanken innerhalb weniger Minuten. Dennoch konnten 25 der 29 Seeleute an Bord gerettet werden. Zwei weitere wurden zwar lebend geborgen, erlangten jedoch ihr Bewusstsein nicht wieder, und zwei weitere blieben verschollen.
Das Wrack der Prosper Schiaffino liegt auf der Position 42° 59′ 56″ N, 6° 16′ 40″ O in einer Tiefe von 40 bis 51 Metern und ist starken Strömungen ausgesetzt. Der Mast des Schiffes, der zunächst noch aufrecht stand, wurde inzwischen umgerissen.
Die Reederei verlor außer der Prosper Schiaffino noch 18 weitere Schiffe im oder nach dem Zweiten Weltkrieg.